# الهجلة (القطن)

'

تعديل مصدري - تعديل

الهجلة هي إحدى قرى عزلة القطن بمديرية القطن التابعة لمحافظة حضرموت، بلغ تعداد سكانها 128 نسمة حسب تعداد اليمن لعام 2004.